# Гуернія
Гуернія (Huernia R.Br.) — рід трав'янистих рослин підродини ластівневих (Asclepiadoideae) родини барвінкових або кутрових. Рід включає близько 60 видів.

## Назва

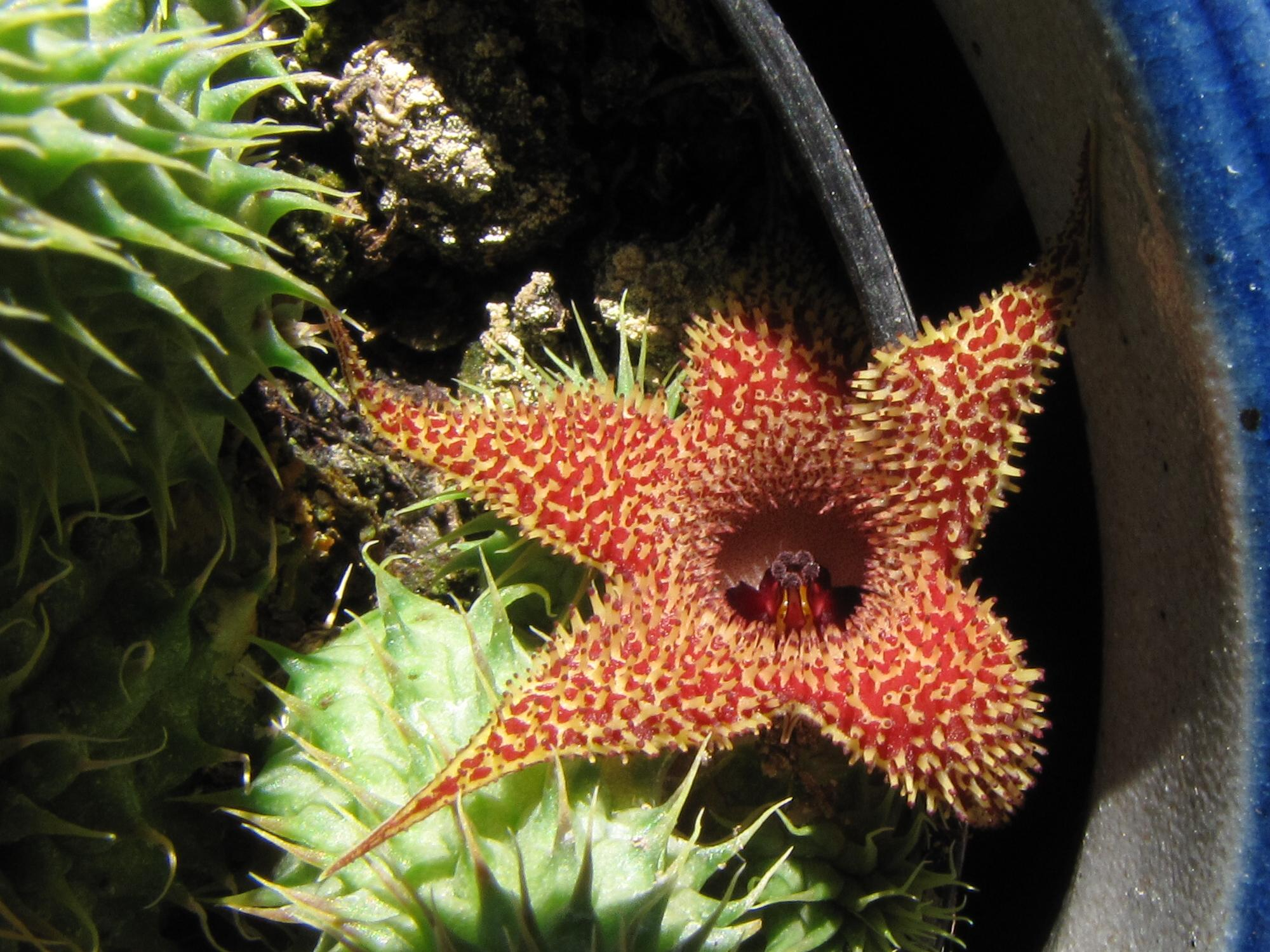
Квітка Huernia pillansii

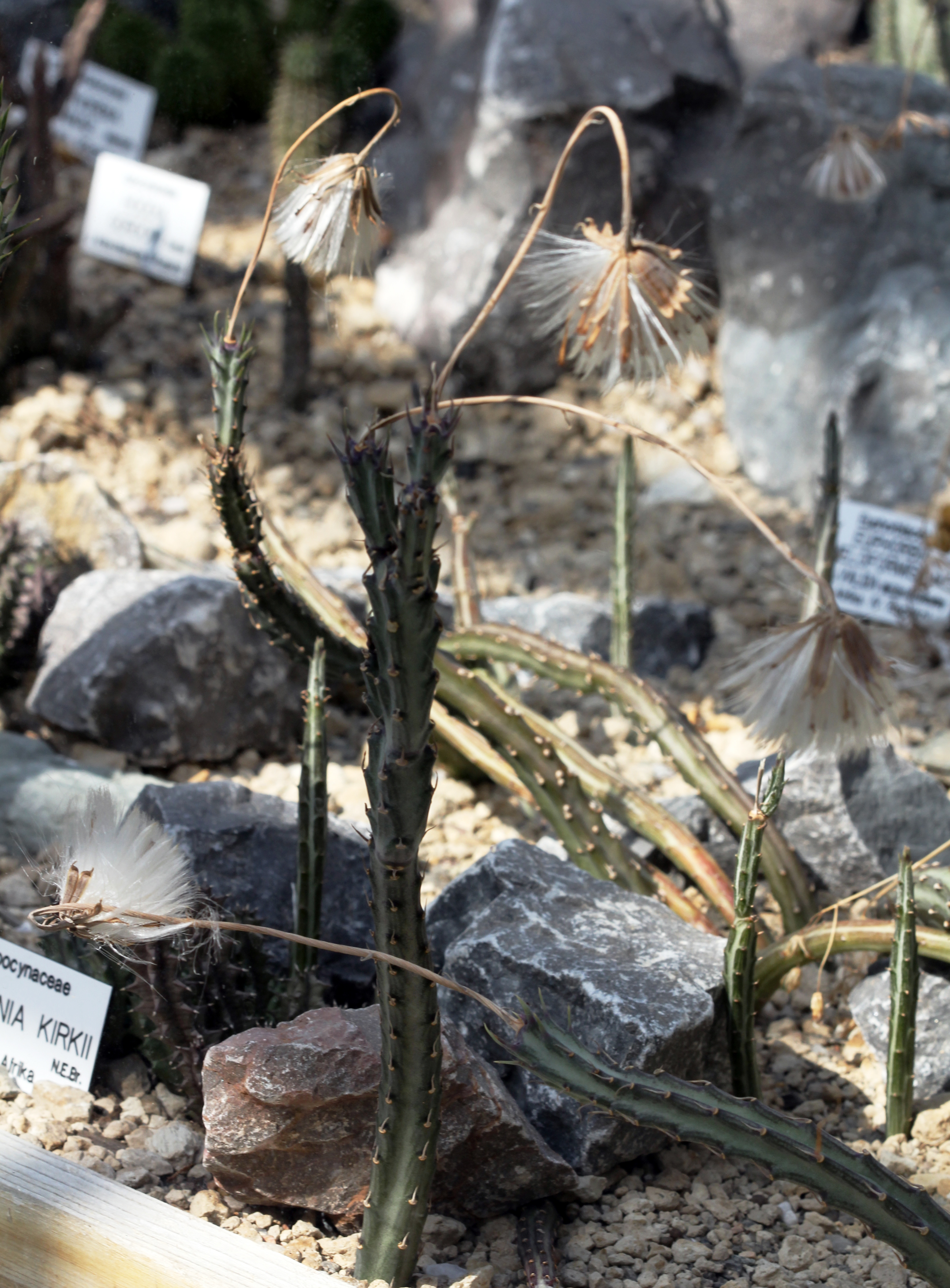
Huernia kirkii з насінням

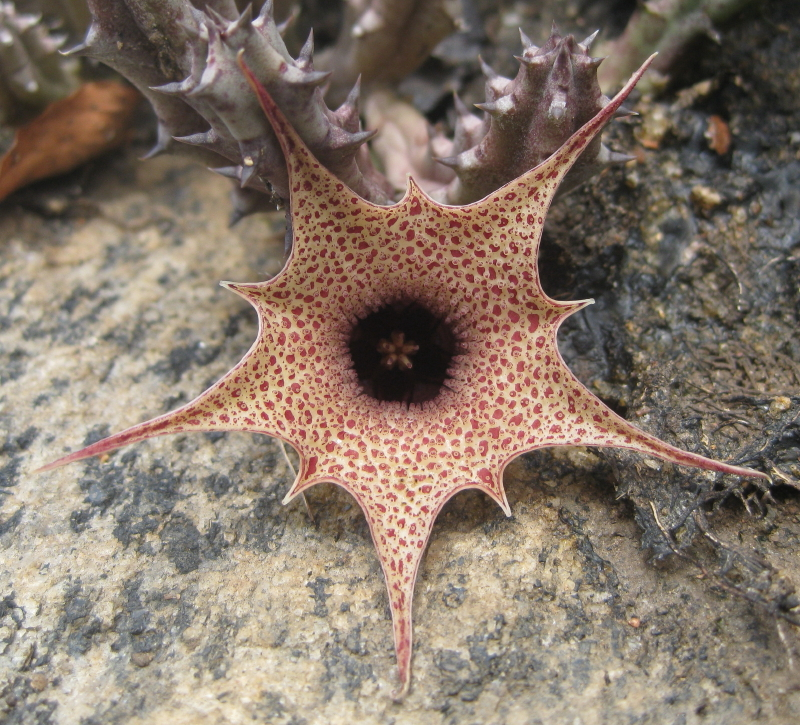
Квітка Huernia hislopii

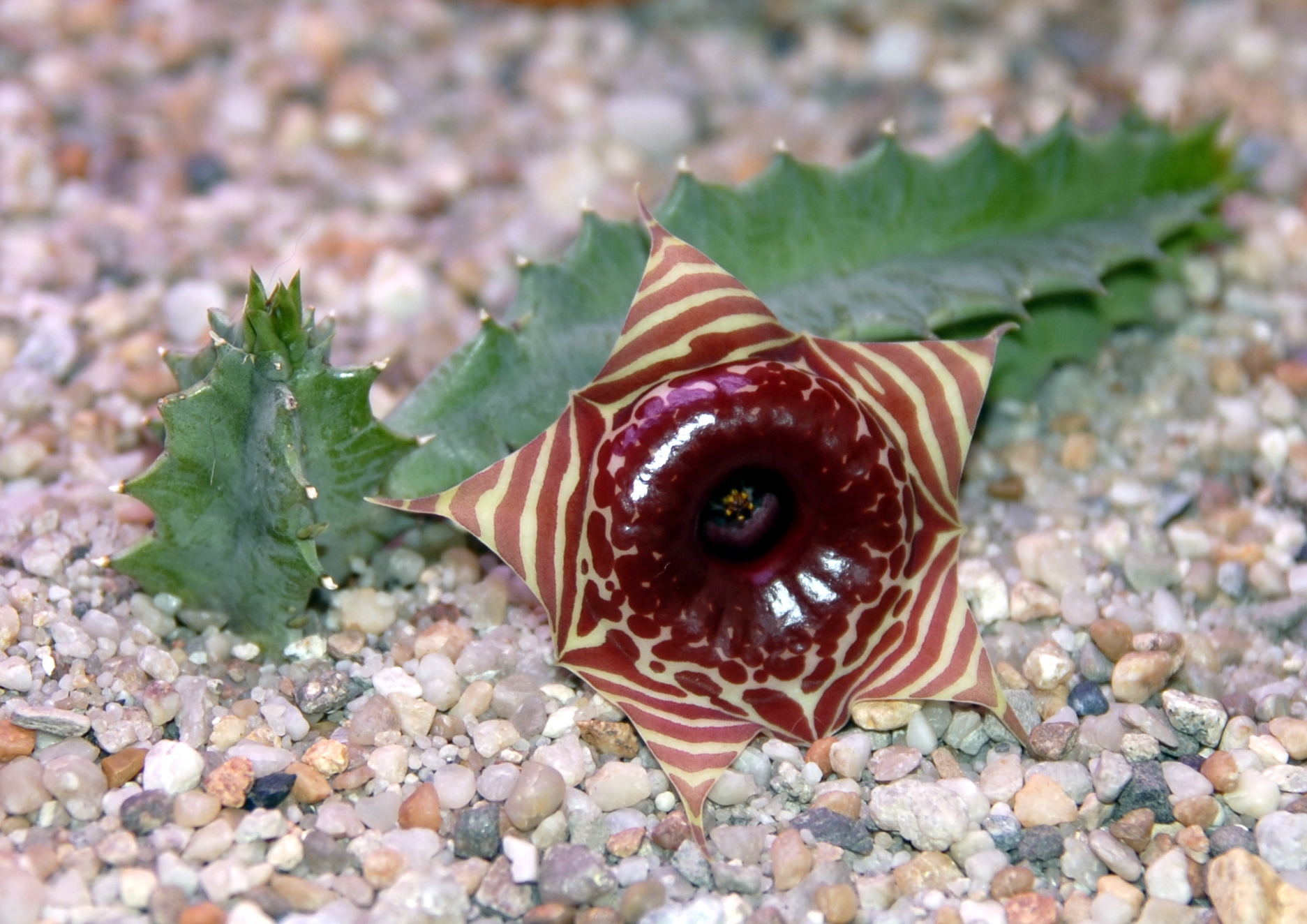
Huernia zebrina

Рід названий на честь Ю. Гуерніуса — данського місіонера і ботаніка.

## Загальна біоморфологічна характеристика
Низькорослі багаторічні трав'янисті рослини з соковитими стеблами, що гілкуються від основи. Стебло голе, 20-30 см завдовжки, 4 — 5-гранне (у деяких видів 20-24 граней); покрите по краям м'якими зубчиками з крихітними листочками, що швидко засихають. Пагони - м'ясисті, голі, сірувато-зелені, часто червонясті, біля основи молодих пагонів утворюються квіти.
Квітки сидячі, дрібні, м'ясисті, бородавчасті, коричневі або строкаті; діаметром 2-4 см; поодинокі або розташовані групами в нижній або середній частині стебла; мають неприємний запах; віночок дзвоникоподібний, ускладнений утвореннями, які називають зовнішньою і внутрішньою коронами, внутрішня поверхня бородавчаста.
Квітки гуерній схожі з квітками стапелій, але відрізняються від останніх наявністю зубчиків між пелюстками і будовою зовнішньої корони, яка щільно прилягає до основи квітки. Запилюються мухами.

## Поширення
Поширені в Південній та Східній Африці, в Ефіопії та на Аравійському півострові.

## Охорона
Два види гуернії занесені до Червоного Списку Міжнародного Союзу Охорони Природи — Huernia hallii і Huernia plowesii. Статус обох видів — «Найменший ризик».

## Культивування
Багато видів гуерній вирощуються у ботанічних садах. Колекція Ботанічного саду імені академіка Олександра Фоміна представлена вісьмома видами і одним підвидом.
В оранжерейно-кімнатних умовах Гуернії дуже невибагливі, добре підходять до створення квіткових композицій. Місцезнаходження світле, захищене від прямих сонячних променів.
Ґрунт складається з дернової землі, перегною, великого піску у співвідношенні 0,5:1:1. В Київському Ботанічного саду імені академіка Олександра Фоміна для Гуерній використавують землесуміш, що складається з:
- пісок — 1 частина,
- листкова земля — 1 частина,
- дернова земля — 1 частина,
- торф — 1 частина.

Полив з весни до осені добрий, взимку утримують майже сухо при температурі 10 — 15 °C. Якщо температура вища, рослини потрібно зволожувати для запобігання зморщування пагонів.
Розмноження: насінням або стебловими живцями, які підв'ялюють на повітрі впродовж доби.